# Ettore Messina
Ettore Messina, italijanski košarkarski trener, * 30. september 1959, Catania, Italija
Ettore Messina je eden najbolj uspešnih evropskih trenerjev. Trenutno vodi ruski klub CSKA. 

## Kariera
Trenersko kariero je začel pri Virtusu iz Bologne leta 1989. Leta 1993 je postal trener Italijanske košarkarske reprezentance, s katero je na EP 1997 osvojil srebrno medaljo. Po prvenstvu se je vrnil k Virtusu, kjer je ostal 4 sezone in med drugim osvojil dva naslova prvaka Evrolige. Po sporu z direktorjem kluba Marcom Madrigalijem je zapustil klub in leta 2002 prevzel vodenje Benettona iz Trevisa. Leta 2005 je prevzel vodenje CSKA iz Moskve. Že prvo sezono je s klubom osvojil naslov prvaka Evrolige, prvega za klub po 35 letih. To je ponovil tudi leta 2008. Tega leta je bil izbran med 50 najbolj znanih osebnosti Evrolige v zgodovini.

## Zanimivosti
V svoji karieri je treniral številne slovenske košarkarje, med drugim tudi Raša Nesterovića, Matjaža Smodiša, Gregorja Fučko in Sanija Bečiroviča.